# Camp de l'Àliga
El Camp de l'Àliga (en castellano: Campo del Águila) es un campo de fútbol de titularidad municipal construido en 1991 en Barcelona (Cataluña, España). Actualmente está gestionado por la Fundación Marcet. El campo tiene unas dimensiones de 101 x 63 metros y es de césped artificial. Tiene una capacidad para 1600 espectadores.

## Historia
Se remonta a los años 60, inicialmente no era más que una gran esplanada de tierra, rodeada de campo abierto (hoy en día hay una gasolinera y un lavadero de coches) y de un pequeño bosque detrás de una de las porteríaas, la que da al lado montaña, donde iban a jugar al futbol los vecinos de los barrios de “el Valle Hebrón”, “rabassada” y “Vallcarca”, también lo aprovechaba el Colegio “Instituto Cristò Rey” hoy en díaa desaparecido, el campo del Águila en un principio no tenía porterías, se colocaron dos pedruscos gordos, que era el punto de referencia, a mediados de los 70s se colocaron unas porterías fabricadas con Tuberías finas de hierro, y aguantaron unos años hasta que pusieron unas porterías de fútbol, metálicas y mucho más gruesas, también se construyeron unas casetes de ladrillo y comento, instalando unas duchas muy sencillas, que servían de vestuarios: para 4 equipos y un árbitro, se contrató a un cuidador del campo, que se encargaba de pintar las líneas blancas y las Áreas del terreno de juego, el cuidador del campo y encargado de vestuarios se llamaba “Manolo”, también se colocó una valla que rodeaba todo el terreno de juego, donde los aficionados se apoyaban para ver los partidos que empezaban a jugarse de forma oficial, en la liga regional catalana, no había gradas por aquel entonces.
El equipo local del “campo del Águila” era uno de los clubs más antiguos de Cataluña, el “Gracia Fc” con sede en el bar Roure del barrio de Gracia, por aquel entonces el Gracia Fc, tenía equipo amateur y juvenil, donde yo jugaba hasta que di el salto al amateur. 
A finales de los 80 el Gracia Fc desaparece y se fusiona con el Club  Esportiu Europa, y el campo del Águila, pasa a tener al “Vallcarca” como nuevo inquilino, y es el club que juega los domingos en este campo, como equipo local, finalmente el Vallcarca renuncia a la gestión del campo, y desde la temporada 2001-02 se hizo cargo de su gestión el Club Esportiu Europa, convirtiéndose en su segundo terreno de juego y actuando como si de una mini-ciudad deportiva se tratase. Es el terreno de juego destinado a la promoción de base de los equipos de la Fundació Privada Esportiva Europa y las diferentes categorías de Fútbol 7 masculino y femenino. Este hecho le permitió ampliar la escuela de fútbol y aumentar el número de equipos de fútbol base.
El campo era de tierra desde su construcción hasta que le fue instalado césped artificial en 2004.